# Godzinki Anny Bretońskiej

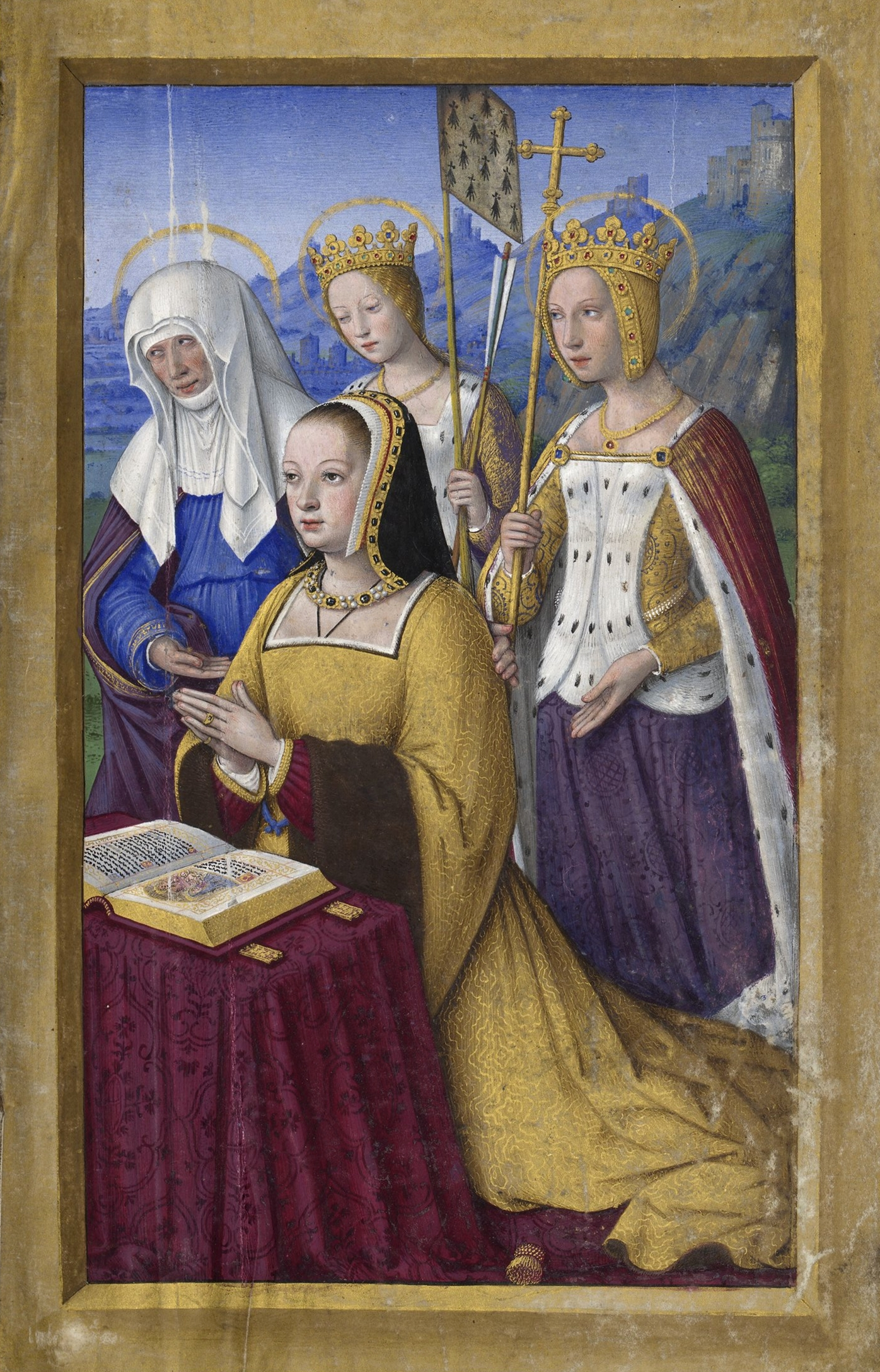
Karta z księgi z miniaturą przedstawiającą modlącą się Annę Bretońską w towarzystwie świętych

Godzinki Anny Bretońskiej (Les Grandes Heures d'Anne de Bretagne) – iluminowany łaciński rękopis godzinek z początku XVI wieku, wykonany dla Anny Bretońskiej, żony królów Francji Karola VIII i Ludwika XII. Znajduje się w zbiorach Francuskiej Biblioteki Narodowej (sygnatura Ms lat. 9474).
Księga została wykonana w latach ok. 1503-1508 w Tours przez iluminatora Jeana Bourdichona, który za swoją pracę otrzymał wynagrodzenie w wysokości 600 écu. Ma wymiary 305×200 mm i liczy 476 stron. Bourdichon wykonał 49 całostronicowych miniatur, umieszczonych w złotych ramkach na barwionych na czarno kartach. Iluminacje Bourdichona cechują się realizmem i dobrym oddaniem perspektywy. Poza kalendarzem i godzinkami księga zawiera także herbarium z 337 wizerunkami roślin oraz owadów i ssaków. Oprócz roślin francuskich przedstawiono w nim także jedne z pierwszych informacji o roślinach z Azji i Ameryki. Każda z roślin podpisana jest swoją nazwą łacińską u góry i francuską u dołu.
Po śmierci Anny Bretońskiej manuskrypt stanowił własność królów francuskich. Za czasów Ludwika XIV trafił do gabinetu osobliwości Pałacu wersalskiego. Między 1852 a 1872 rokiem stanowił część kolekcji Luwru, następnie przeszedł w posiadanie Francuskiej Biblioteki Narodowej.

## Galeria

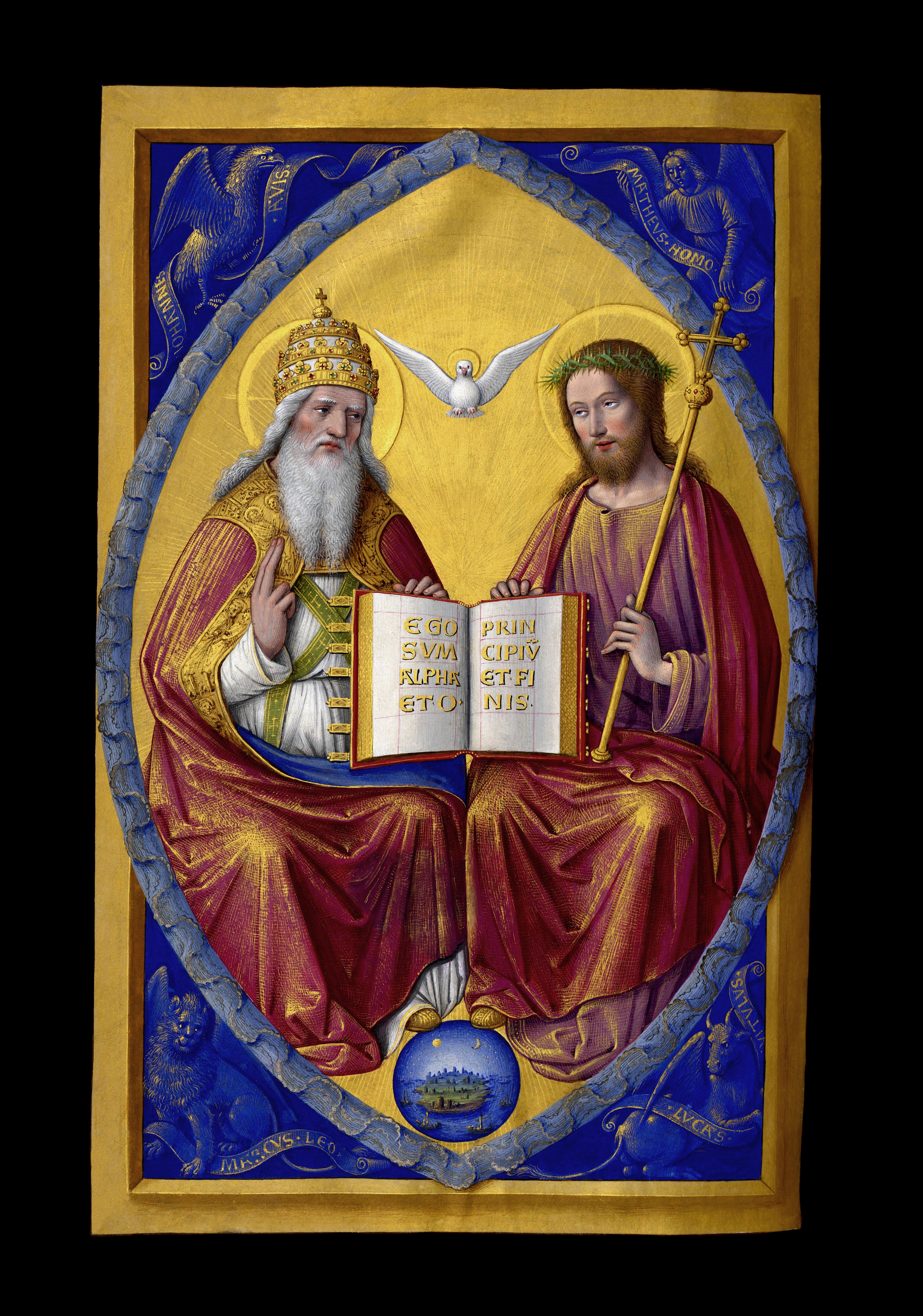
Trójca Święta
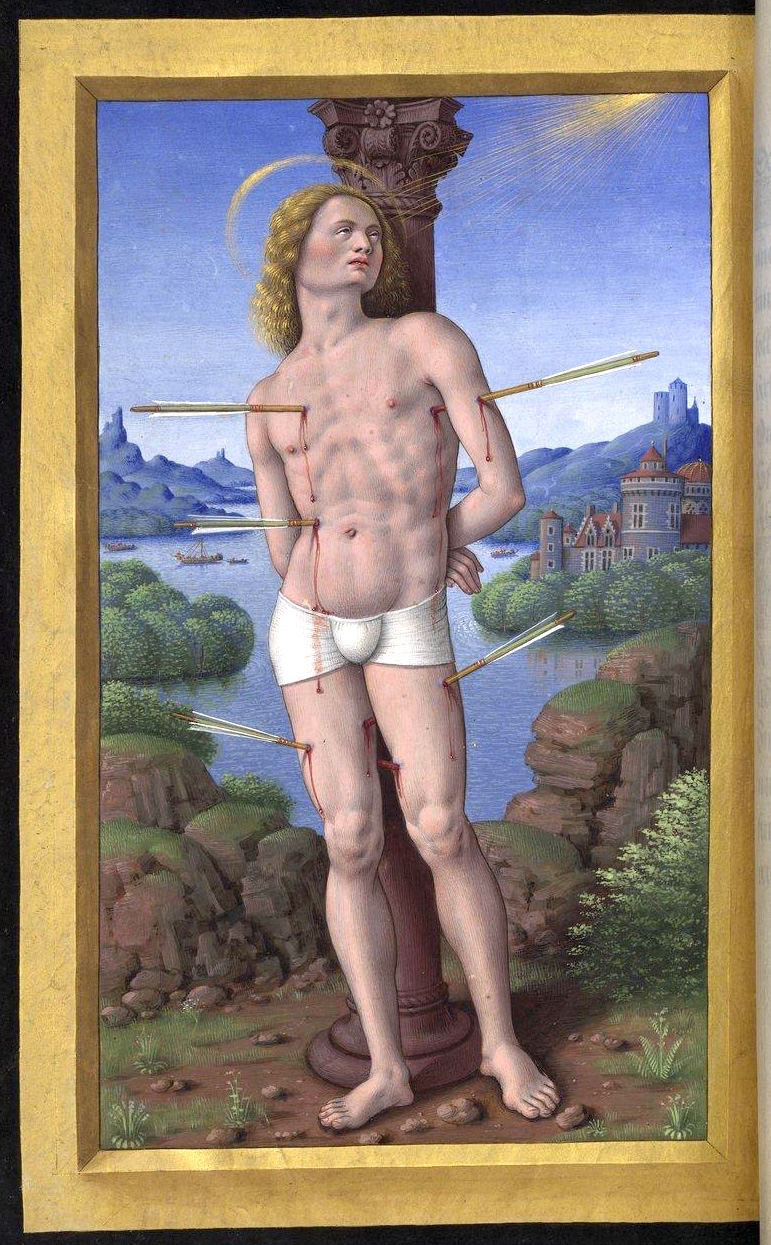
Święty Sebastian
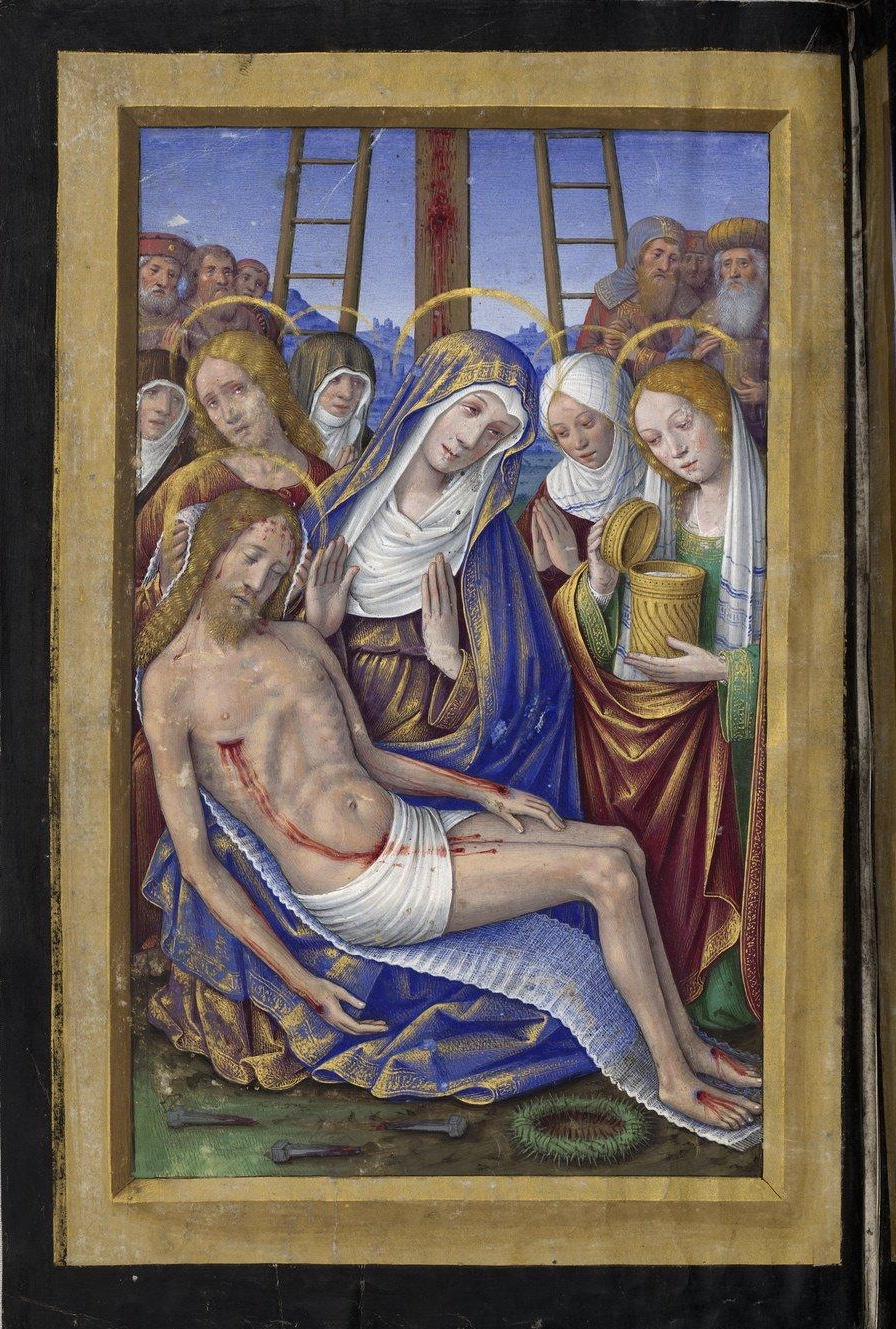
Zdjęcie z krzyża
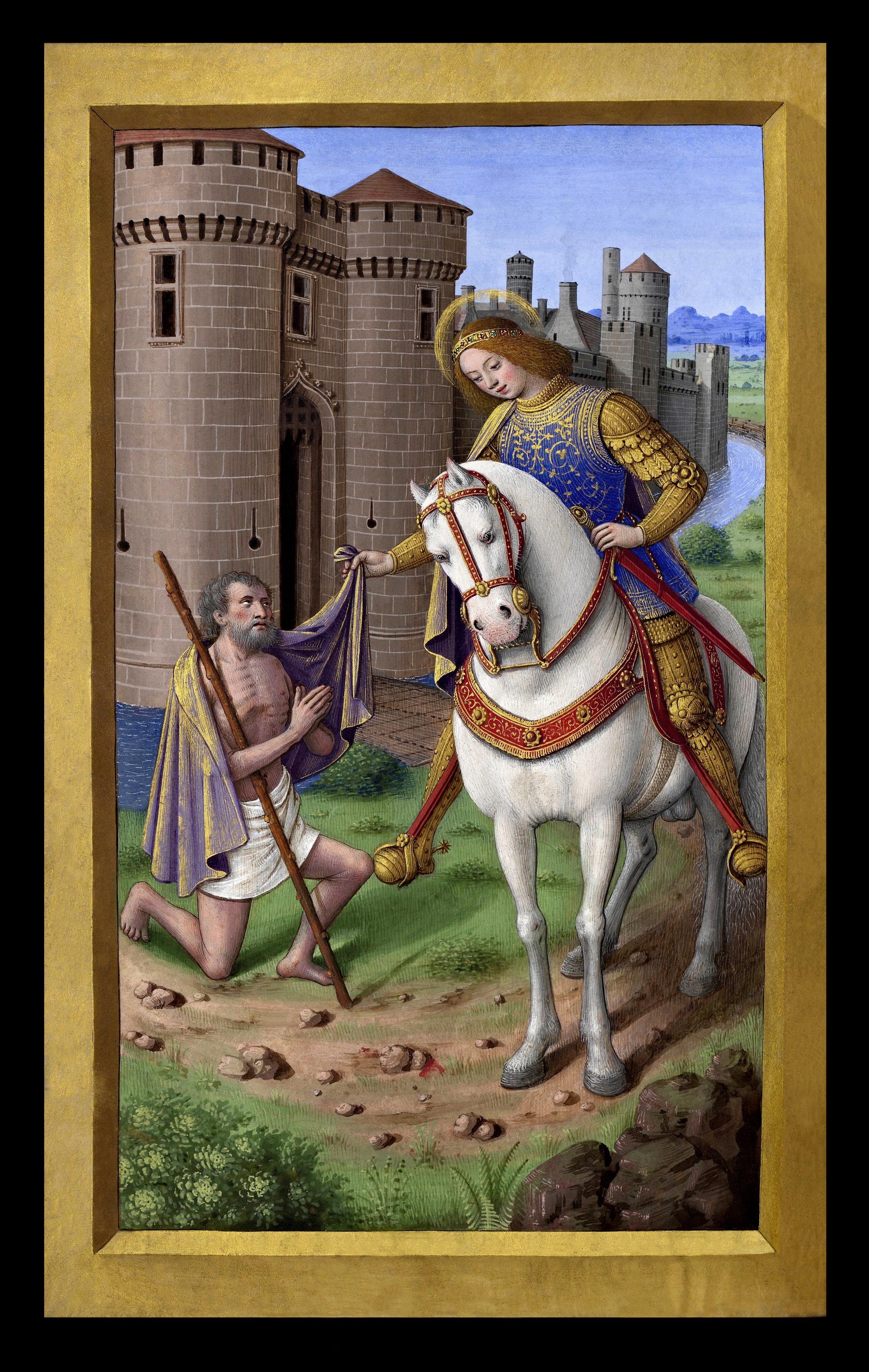
Święty Marcin
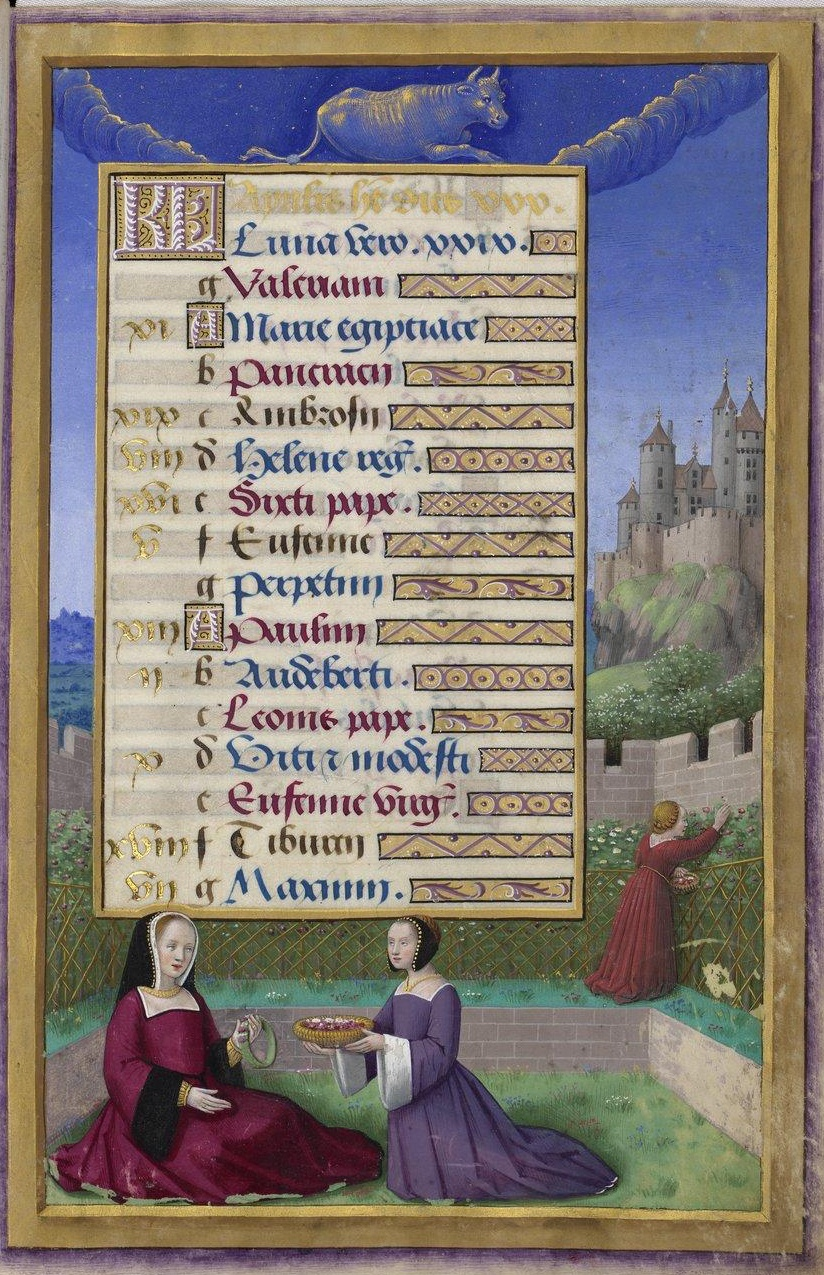
Miesiąc kwiecień
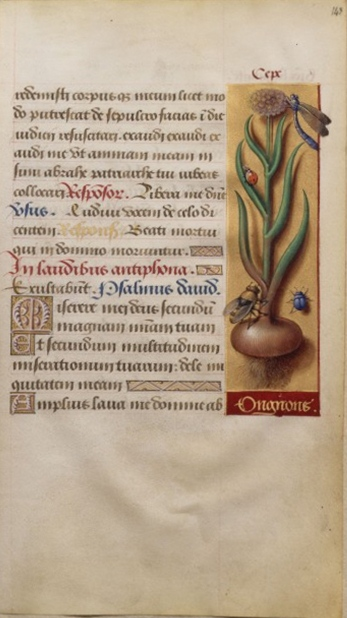
Cebula
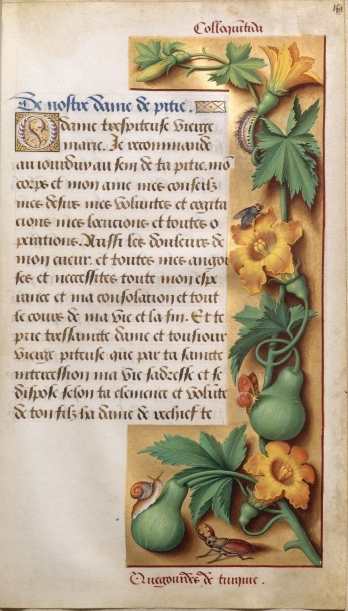
Dynia